# Evropesma-Europjesma
Evropesma-Europjesma bio je naziv godišnjeg televizijskog festivala zabavne glazbe, na kojem se birao predstavnik nekadašnje Srbije i Crne Gore na Eurosongu. Festival su zajednički održavali Radiotelevizija Srbije i Radiotelevizija Crne Gore, a prvi je održan 2004.. Beovizija je nastala nakon ovog festivala.

## 2004.
Poslije političkih promjena u državi i ponovnog uključivanja u UJRT u aktivno članstvo Eurovizije, Srbija i Crna Gora se prvi put pod tim imenom pojavila 2004. u Istanbulu.
Željko Joksimović osvojio je 2. mjesto i to je najveći uspjeh svih zemalja bivše Jugoslavije. izuzmemo li pobjedu Rive 1989. i Marije Šerifović 2007. Tekst za kompoziciju pjesme Lane moje napisala je Leontina Vukomanović, a komponirao ju je sam Željko Joksimović. Slično Danijelu 21 godinu ranije, Željko Joksimović ispraćen je u Tursku pod optužbom da mu je pjesma plagijat jednog azerbajdžanskog umjetnika.
Uspjeh se poklopio s obilježavanjem 30 godina od prvog sudjelovanja Televizije Beograd (danas Radiotelevizije Srbije) na ESC.

### Srbija i Crna Gora prvi pobjednik polufinala Eurosonga
U polufinalu Eurosonga 2004., Željko Joksimović je pobijedio i tako je Državna zajednica Srbije i Crne Gore postala prva zemlja pobjednik eurovizijskog polufinala.
Ždrijeb je odlučio da u velikom finalu nastupi kao peti. U pratnji Ad hok orkestra, kompoziciju je otpjevao na srpskom jeziku. Željko je dobio maksimalnih 12 bodova od velikog broja zemalja, a od država bivše Jugoslavije dobio je 12 bodova od gledatelja iz Slovenije, Hrvatske i Bosne i Hercegovine, kao i 10 bodova od Makedonije. Ostat će upamćeno da su voditelji austrijske i švedske televizije na srpskom jeziku izgovorili rečenicu: "...i 12 bodova za Srbiju i Crnu Goru." To im nije bio problem jer je riječ o ljudima srpskog podrijetla.
Pjesma "Lane moje" je 15. pjesma po redu koja je u pola stoljeća dugoj tradiciji Eurosonga dobila bodove od svih zemalja koje su sudjelovale.

## 2005.
Poslije Evropesme/Europjesme 2005., tijekom koje pobjednik srpskog polufinala nije dobio nijedan glas od crnogorskih članova žirija, put Ukrajine odlazi crnogorska grupa No Name. Ovu grupu činili su šestorica tinejdžera koji su jedini veći nastup prije toga imali na "Večeri novih zvijezda" na glazbenom festivalu "Sunčane skale".
Pjesma Zauvijek moja osvaja solidno 7. mjesto.

## 2006.
Zbog skandala koji je obilježio Evropesmu/Europjesmu 2006., Srbija i Crna Gora nema svog predstavnika na 51. izboru za Eurosong.
Pobjednik Evropesme/Europjesme 2006., po drugi put za redom, postala je podgorička grupa No Name. Slično kao 2005. godine, pobjednici Beovizije 2006., beogradska grupa Flamingosi od crnogorskih članova žirija nije dobila niti jedan bod. Revoltirana publika u Plavoj dvorani Sava Centra zvižducima i plastičnim čašama sprječava grupu No Name da po drugi put izvede svoju pjesmu Ljubavi moja. Umjesto toga publika ovacijama dočekuje grupu Flamingosa i Luisa, te zajedno s njima i svim sudionicima Evropesme/Europjesme iz Srbije pjeva pjesmu Ludi ljetni ples.
Međutim, gledatelji u Srbiji imali su priliku glasovati za svoje favorite Eurosonga 2006. Bez objašnjenja, RTCG nije prenosila izbor Pjesme Eurovizije. Većina glasova i 12 bodova Srbije i Crne Gore otišlo je susjedima iz Bosne i Hercegovine koju je predstavljao Hari Mata Hari s pjesmom Lejla, koju je komponirao Željko Joksimović.
To je bio zadnji izbor, jer se nepuna tri mjeseca poslije izbora referendumom Crna Gora odvojila od državne zajednice.